# Dinesh Dhamija
Dinesh Dhamija (ur. 28 marca 1950 w Canberze) – brytyjski przedsiębiorca i polityk hinduskiego pochodzenia, poseł do Parlamentu Europejskiego IX kadencji.

## Życiorys
Urodził się w Australii jako syn dyplomaty. Kształcił się w The King's School w Canterbury, następnie studiował w Fitzwilliam College w ramach Uniwersytetu w Cambridge, gdzie w latach 70. uzyskał magisterium z prawa. Początkowo pracował w IBM, wkrótce zajął się jednak prowadzeniem własnej działalności gospodarczej. W 1980 wraz z żoną otworzył punkt sprzedaży biletów lotniczych przy stacji metra Earl’s Court. Stopniowo rozwijał swoją działalność, w 1999 utworzył Ebookers, internetową agencję turystyczną, notowaną wkrótce na giełdach London Stock Exchange i NASDAQ. Dinesh Dhamija za sukces tego przedsięwzięcia został przez magazyn „Management Today” wyróżniony tytułem „Entrepreneur of the Year 2003”. W 2004 zawarł umowę sprzedaży Ebookers za 209 milionów funtów. Założył też firmę działającą jako deweloper budowlany w Rumunii i przedsiębiorstwo zajmujące się infrastrukturą edukacyjną w Indiach. Działacz organizacji gospodarczej TiE Global, a także twórca działających w Indiach organizacji charytatywnych Shiksha i Chikitsa.
Dołączył do Liberalnych Demokratów, został doradcą ekonomicznym Tima Farrona i zastępcą skarbnika partii. W wyborach w 2019 uzyskał mandat eurodeputowanego IX kadencji.